# وادي سقم
وادي سقم هو أحد أودية اليمن، يقع في محافظة حضرموت.